# Comuna Smeadovo, Șumen
Smeadovo (în bulgară Смядово) este o comună în regiunea Șumen, Bulgaria, formată din orașul Smeadovo și satele Aleksandrovo, Beal Breag, Cerni Vrăh, Iankovo, Jelăd, Kălnovo, Novo Iankovo, Riș și Veselinovo. 

## Demografie
Componența etnică a comunei Smeadovo
     Romi (5,97%)
     Turci (23,93%)
     Bulgari (59,61%)
     Nicio identificare (9,74%)
     Altele (0,73%)
La recensământul din 2011, populația comunei Smeadovo era de 6.698 locuitori. Din punct de vedere etnic, majoritatea locuitorilor (59,61%) erau bulgari, existând și minorități de turci (23,93%) și romi (5,97%). Pentru 9,74% din locuitori nu este cunoscută apartenența etnică.